# (3035) Chambers
(3035) Chambers es un asteroide perteneciente al cinturón de asteroides, descubierto el 7 de marzo de 1924 por Karl Wilhelm Reinmuth desde el Observatorio de Heidelberg-Königstuhl, Alemania.

## Designación y nombre
Designado provisionalmente como A924 EJ. Fue nombrado Chambers en honor al científico británico John Eric Chambers.